# Francisco de la Torre Prados
Francisco Manuel de la Torre Prados (Málaga, 21 de diciembre de 1942) es un sociólogo, ingeniero agrónomo y político español. Desde el año 2000 es alcalde de la ciudad de Málaga, la cual ha experimentado bajo su mandato un reconocido desarrollo cultural, turístico y museístico con proyección internacional.
Licenciado en Sociología por la Universidad de Salamanca en 1965, doctor ingeniero agrónomo por la Universidad de Madrid en 1966, cursando la carrera en el Colegio Mayor Universitario Pío XII. Es especialista en desarrollo regional por la Universidad de Rennes (Francia) en 1967 y ha tenido una larga carrera en el ámbito político en diversos partidos, perteneciendo desde 1995 al Partido Popular de Andalucía.

## Biografía
Nacido en el malagueño barrio de la Victoria en 1942, está casado con Rosa Francia y tiene cuatro hijos. Tras sus estudios primarios y de bachiller en el Colegio del Monte y en el Colegio de los Hermanos Maristas de Málaga, realizó su formación universitaria en Madrid (licenciado en Sociología y doctor ingeniero agrónomo, 1965) y Francia (especialista en Desarrollo Regional por la Universidad de Rennes, 1967). Su primera actividad profesional se desarrolló en Córdoba en el Instituto Nacional de Investigaciones Agronómicas, de abril de 1967 a junio de 1968, como Responsable de su Departamento de Economía y Sociología Agrarias. Posteriormente asesoró a varios países latinoamericanos en materia de reforma y desarrollo agrarios.
En junio de 1969 regresó a Málaga, momento en que comienza su labor en la Asociación de Amigos de la Universidad de Málaga, entidad que jugó un destacado papel en la consecución de la creación de dicha universidad (UMA). Con 28 años, en 1971, es nombrado presidente de la Diputación Provincial de Málaga, designado por el ministro de la Gobernación y bajo la tutela de la jerarquía provincial franquista del momento y los miembros del Consejo Provincial del Movimiento. 
De enero de 1976 a junio de 1977 se incorpora a su trabajo de funcionario en la administración pública como ingeniero agrónomo en Málaga, pero a la vez mantiene su actividad política en esos meses claves para la transición hacia la democracia: tras un primer apoyo al proyecto de Reforma Democrática de Manuel Fraga, lo abandona cuando se transforma en Alianza Popular, y funda entonces el Partido Andaluz Socialdemócrata, formación que posteriormente preside y se integra en la Unión de Centro Democrático (UCD) junto con la Federación Social Demócrata de Francisco Fernández Ordóñez.
Como miembro de UCD fue presidente provincial en Málaga y secretario regional de Andalucía en los años 1979 y 1980, así como diputado al Congreso en representación de la provincia de Málaga entre 1977 y 1982. Durante esas dos legislaturas fue miembro entre otras de las Comisiones de Presupuestos, Comercio y Turismo y Agricultura, Pesca y Alimentación. Entre mayo de 1978 y junio de 1979 fue consejero de Economía, Hacienda y Turismo de la primera Junta Preautonómica de Andalucía, que presidió Plácido Fernández Viagas, del PSOE.
En la noche de la intentona golpista del 23 de febrero de 1981, desempeñó un papel singular durante las horas en que los Diputados estuvieron secuestrados en el Congreso al conseguir el transistor de radio que pertenecía a un compañero de grupo. Simulando que dormía en los últimos bancos del hemiciclo, De la Torre pudo ir conociendo en tiempo real la información que transmitía la Cadena SER sobre lo que ocurría fuera del Congreso, noticias que fue transmitiendo hacia las gradas inferiores y hasta el banco del Gobierno.
Al disolverse UCD en 1982, vuelve a ejercer como ingeniero agrónomo funcionario de la administración pública en la Delegación de Agricultura de Málaga. Tuvo que asumir personalmente la responsabilidad de diversos créditos bancarios de UCD que había avalado como responsable del partido en Málaga.
Durante el resto de la década de los 80 colabora en el proyecto del Partido Reformista Democrático (PRD) liderado por Miquel Roca Junyent, del que fue responsable provincial en Málaga, y con el Centro Democrático y Social (CDS) de Adolfo Suárez. También colabora activamente con la Asociación para el Estudio del Desarrollo Integral de Málaga (AESDIMA, de la que fue cofundador en 1976) y se asoma frecuentemente a las tribunas de la prensa local demandando a las administraciones públicas atención a las infraestructuras necesarias para el desarrollo de Málaga. Así, en esta época fue la primera voz de la sociedad civil malagueña que defendió públicamente la inclusión de Málaga en la red española de trenes de alta velocidad, en un momento en que el gobierno español no contemplaba la llegada de la alta velocidad a Málaga, mientras que los estudios y dictámenes de la Comisión de Transportes del Parlamento Europeo sí lo hacían.
En los años 90, su acercamiento al Partido Popular (ya refundado como tal) se traduce públicamente en su presencia apoyando la candidatura del PP en las elecciones autonómicas andaluzas de 1994, concurriendo el año siguiente, todavía como independiente, a las elecciones municipales en la lista de dicho partido al Ayuntamiento de Málaga. Teniente de alcalde del gobierno encabezado por Celia Villalobos, fue concejal Delegado de Urbanismo, Vivienda, Obras, Desarrollo Territorial y Transporte, entre 1995 y 2000.
Desde el año 2000 es el alcalde de Málaga. Debió afrontar al mes de llegar al cargo el asesinato de José María Martín Carpena, concejal de su equipo de gobierno tiroteado por la banda terrorista ETA. Al atentado la ciudad de Málaga respondió con la manifestación más multitudinaria de su historia, a cuyo término De la Torre desde el balcón del Ayuntamiento concluyó su intervención lanzando el siguiente reto a los asesinos: “Podéis matar a uno de los nuestros, podéis matar a muchos de los nuestros, pero mientras un solo malagueño o malagueña aliente ¡no nos robaréis la libertad!”. Málaga cuenta en su escudo con el lema “La primera en el peligro de la Libertad”. Pocos meses después asesinaban de un tiro en la nuca a su cuñado Luis Portero García -fiscal jefe del Tribunal Superior de Justicia de Andalucía, Ceuta y Melilla- en el portal de su domicilio. El 11 de septiembre del 2000 el polideportivo de Málaga cambió su nombre en memoria del concejal asesinado.
Ha sido reelegido por mayoría absoluta en tres ocasiones consecutivas encabezando la lista del PP en las elecciones municipales (2003, 2007 y 2011), y volvió a ganar las elecciones por mayoría simple en 2015, logrando la investidura con el apoyo del grupo de Ciudadanos. En las elecciones municipales de 2015 fue el alcalde del PP que mejor resultado obtuvo en porcentaje de votos en las grandes capitales de provincia, siendo la ciudad más poblada de España que gobierna el Partido Popular. En las elecciones municipales celebradas el 26 de mayo de 2019 fue candidato a la reelección como alcalde, obtuvo 14 concejales uno más que en 2015. Su primera medida en dicha legislatura fue una subida de su sueldo del 20%, en sintonía con la mayoría del resto de grupos municipales.
Senador por Málaga entre 2011 y 2014, en la Cámara Alta presidió la Comisión de Entes Locales y fue vocal de la Comisión de Economía. 
Municipalista convencido, defensor de la autonomía y descentralización locales, ha presidido la Comisión de Hacienda y la de Movilidad y Accesibilidad de la Federación Española de Municipios y Provincias (FEMP), ha sido también Vicepresidente de la Federación Andaluza de Municipios y Provincias y miembro del Congreso de Poderes Locales y Regionales del Consejo de Europa. Es vicepresidente de la Asamblea Regional y Local Euromediterránea (ARLEM) y la Asociación Euromediterránea de Autoridades Locales y Regionales (COPPEM).
En las elecciones municipales de 2019 revalidó el bastón de mando al frente del consistorio malagueño, gracias al apoyo de Ciudadanos. Este sexto mandato, que se produce tras tres décadas enfrascado en la política, le validó como la persona con mayor permanencia de España en el decenio de 2010-2019 en cargos institucionales, comparado con el resto de capitales andaluzas, grandes alcaldías de España, Gobierno, Junta y Diputación, en un clima de fuerte inestabilidad política y multipartidismo.
El 11 de abril de 2020 sufrió un ictus cerebral, por lo que tuvo que ser ingresado y operado en el Hospital Universitario Regional de Málaga, reincorporándose a su puesto de trabajo el 18 de mayo.
En septiembre de 2022 confirmó su candidatura en las elecciones de mayo de 2023 a la alcaldía de Málaga de cara a su sexto gobierno.
En las elecciones del 28 de mayo de 2023 revalidó una vez más su presencia al mando del gobierno local, obteniendo la mayoría absoluta en solitario.

#### Desarrollo cultural de Málaga
Bajo su mandato, la ciudad de Málaga ha apostado fuertemente por la cultura, inaugurándose más de una treintena de museos, que han situado a la capital de la Costa del Sol como centro cultural nacional y europeo. Málaga fue candidata a la capitalidad europea de la cultura de 2016, aunque no superó el primer corte de selección que fue concedida por el jurado a San Sebastián, con el apoyo expreso de la exministra Ángeles González-Sinde, ciudad que tuvo un perfil discreto culturalmente, en comparación a la capital malagueña cuyos logros han aparecido de forma reiterada en diversos medios internacionales como The New York Times.
La explosión cultural e implicación personal del alcalde se produjo a partir de la inauguración del Museo Picasso Málaga, tras la cual se produjeron numerosas aperturas museísticas como el Museo Carmen Thyssen Málaga en el año 2011 en el restaurado Palacio de Villalón, que trajo consigo una profunda rehabilitación arquitectónica y artística en uno de los sectores más degradados del centro histórico malagueño bajo el lema Entorno Thyssen. En el año 2015, la oferta cultural se complementó con dos subsedes de importantes museos internacionales como el Centro Pompidou de Málaga y el Museo Ruso San Petersburgo de Málaga, las cuales han dado una proyección internacional a Málaga aumentando las cifras de pernoctaciones turísticas de la ciudad y el auge de los cruceros, posicionando al Puerto de Málaga como el segundo más visitado de la península ibérica, solo por detrás de Barcelona en turismo comercial.

#### Desarrollo turístico y urbano
Tras acceder a la alcaldía en el año 2000, sustituyendo a Celia Villalobos, de cuyo equipo de gobierno formó parte como concejal, impuso una clara agenda de peatonalización en el centro de la ciudad. El inicio fue en 2002 con la calle Larios, cuya propuesta le produjo amplias críticas iniciales por gran parte de sus electores, que temían que la ausencia del saturado tráfico que recorría las calles de Málaga, hundiera el comercio tradicional en una época donde los centros comerciales estaban en auge. Tras la inauguración, las fuertes críticas a su pionero proyecto, que estaba inspirado en los circuitos turísticos de grandes ciudades europeas como Florencia o Praga, paradójicamente se convirtieron en fuertes exigencias de continuar el modelo de peatonalización por parte de los residentes. La calle se expuso como modelo de éxito nacional para justificar distintos planes peatonales en otras ciudades españolas. Francisco de la Torre ha invertido cantidades ingentes para proceder a peatonalizar la casi totalidad del centro histórico caracterizado por elegantes suelos marmóleos que la ciudad puede permitirse por su baja pluviosidad. Esto ha hecho necesario fuertes esfuerzos en movilidad, siendo este uno de los motivos que produjo la aspiración de que la ciudad contara con su red de metro ligero como Sevilla, tras comprobar los beneficios de estas islas peatonales con ausencia de ruido de motores y contaminación del tráfico que llegaron a ennegrecer la catedral. Durante toda su alcaldía, la ciudad ha estado plagada de incesantes obras y cambios de recorrido, que al principio afectaron al comercio tradicional, pero que luego ha sido potenciado por un mayor flujo de visitantes. Ello ha llevado aparejado un desarrollo de negocios de hostelería y franquicias, calificado por varias voces como excesivo, que han sustituido a gran parte de la actividad comercial que albergaba el centro histórico hasta el año 2008, por extensas terrazas de restauración que han producido problemas de movilidad peatonal, una insoportable contaminación acústica que ha llevado a miembros del consistorio a los tribunales por su pasividad ante la queja vecinal, basuras y acopio; además de producirse un abultado incremento de los precios de los alquileres residenciales y comerciales que solo pueden costear las grandes firmas.
Durante su alcaldía ha apostado por facilitar que la ciudad disponga de más hoteles debido al gran déficit histórico que padecía la ciudad por la alta competencia de polos turísticos cercanos como Marbella o Torremolinos. En sus años de mandato se ha producido un incremento de las cifras turísticas de la ciudad a nivel nacional, y una amplia rehabilitación patrimonial del casco histórico, que sufría un profundo deterioro. Gracias en gran medida a la gestión y solicitud de ayudas millonarias, proporcionadas por los fondos FEDER europeos, la mayoría de estos inmuebles, con altos costes de rehabilitación por su alta degradación, han sido destinados a numerosas aperturas de hoteles y apartamentos turísticos que han aprovechado la brecha existente en el bajo número de alojamientos disponibles en la capital andaluza, sabiendo rentabilizar edificios protegidos arquitectónicamente en situación de ruina, parte de los cuales sufrieron severos daños como el Palacio del Marqués de la Sonora, uno de los ejemplos judiciales y de fuertes críticas que ha venido sufriendo el consistorio, por no guardar el suficiente celo en la conservación de importantes elementos patrimoniales y estructurales que a día de hoy son irrecuperables. 
El señalado fachadismo de Francisco de la Torre para paliar de forma urgente zonas con alta insalubridad o extremo abandono, ha ido menguando a lo largo de sus legislaturas bajo presión popular y cultural unido a unas arcas consistoriales más saneadas que han sido capaces de promover planes bianuales para la rehabilitación. Numerosas voces arquitectónicas, firmas ciudadanas y portadas periodísticas han conseguido que el catálogo de edificios protegidos del ayuntamiento engrosara con calificaciones más estrictas y un número mucho mayor de inmuebles en riesgo de derribo. Aun así esto no ha sido suficiente para salvar edificios de un centro histórico que, a principios de la Transición española, seguía siendo testigo de los fatídicos efectos que comenzaron en la Quema de conventos de 1931 y se profundizaron en la guerra civil española, con pérdidas de alto valor como la iglesia de la Merced o el palacio del Marqués de Larios, posteriormente derribado para construir en la década de los 60 el edificio de La Equitativa. Este edificio, uno de los más altos de Málaga, comenzó en 2019 las obras para albergar dos hoteles de cuatro y cinco estrellas y así potenciar la remodelada Alameda Principal como nuevo eje comercial que dé continuidad a un centro histórico con pocas posibilidades de seguir aumentando su trama comercial por falta de espacio. A pesar de ello, la ciudad bajo su cargo ha conseguido rehabilitar grandes edificios y así paliar una de las reivindicaciones históricas de la ciudadanía malagueña, como ha sido la creación del Museo de Málaga para poder albergar la amplia colección pictórica complementada con fondos del Museo del Prado y arqueológica que dispone la ciudad. Aun así, Francisco de la Torre insiste en disgregar las dos colecciones y apuesta por trasladar la arqueológica al maltrecho Convento de La Trinidad que tiene riesgo de derrumbe. Los edificios de La Térmica o Tabacalera, a pesar del fiasco en la gestión del extinto Museo de las Gemas por el cual el Ayuntamiento ha sido condenado a pagar más de 6 millones de euros, han sabido crear nuevos focos de centralidad en la ciudad apostando por la cultura y el marco empresarial, distribuyendo al fin parte de la inversión de la ciudad en diversos distritos, que en las primeras legislaturas estaba exclusivamente concentrados en la recuperación de un centro histórico en grave riesgo arquitectónico y social lo que produjo cierto abandono de los barrios. 
La apuesta de Francisco de la Torre por el modelo turístico, como sello personal para intentar reducir el elevado paro de la ciudad, ha producido la ocupación casi total de inmuebles destinados a oficinas por el sector de la hostelería en barrios como el Soho, produciéndose un déficit de suelo del sector terciario que el Parque Tecnológico de Andalucía no estaba preparado para absorber. Desde el año 2019 esta problemática se pretende paliar con un nuevo modelo urbanístico que supla la falta de suelo con un modelo de construcción en altura, repartiendo rascacielos en distintos zonas de la ciudad cuyas licencias han entrado en conflicto con Aviación Civil por el previsible y necesario desarrollo futuro del Aeropuerto de Málaga. También con el pensar de la ciudadanía malagueña que reclama numerosas zonas verdes en los terrenos de titularidad municipal, para corregir los errores del siglo XX en el distrito Carretera de Cádiz donde se produjo la zona más densamente poblada de Europa con numerosas torres sin espacios públicos, que redujeron los niveles de calidad de vida de la ciudadanía.
Ha incidido en promover especialmente el desarrollo de hoteles para congresos y especializarse en el sector del lujo, para paliar las pérdidas económicas que han supuesto la falta de plazas hoteleras en sectores turísticos con alta capacidad adquisitiva. A pesar de haberse construido en su mandato los dos primeros hoteles de cinco estrellas de la capital como el palacio de Miramar, la ciudad según sus cálculos necesitaría hasta 5000 plazas hoteleras adicionales.
Francisco de la Torre ha defendido proyectos hoteleros controvertidos como el diseñado por el reconocido Rafael Moneo para Hoyo de Esparteros, que derribó el Palacete de los Condes de Benahavís, que gozaba hasta 2008 de protección arquitectónica y que era obra del autor de la calle Larios, el arquitecto malagueño Eduardo Strachan. El proyecto comenzó a construirse en 2019, dieciséis años después de haberse planteado, obstaculizado por impagos al ayuntamiento y graves problemas de financiación, que fueron resueltos después de numerosas prórrogas concedidas por el equipo de gobierno que ya no gozaba de la mayoría absoluta como en años anteriores. Tras recursos de distintas asociaciones a la Junta de Andalucía, la Dirección General de Bienes Culturales resolvió que solo había que conservar la forja y la rejería. Estas serán situadas en una reproducción exacta de la fachada que poseerá el nuevo edificio de oficinas y titularidad municipal que Moneo construye retranqueado de su posición original. También se ha implicado personalmente en defender el lujoso hotel rascacielos Málaga-Port, previsto en el puerto con fondos cataríes que desplazaría a la catedral de ser el edificio de mayor altura, a semejanza de lo ocurrido con Torre Sevilla de Pelli en la capital hispalense. En agosto de 2019 el alcalde mostró interés en que el Palacio de la Tinta y el edificio de correos fueran también de uso hotelero, aunque esto necesitara un cambio de los usos contemplados para tales edificios en los planes urbanísticos de Málaga. Estos edificios fueron subastados el 2 de diciembre de 2019, y atrajeron el interés de grandes inversores superando ampliamente el precio de salida en la puja.
La explosión hotelera ha traído grandes ingresos a la ciudad, que superan los 3500 millones de euros anuales, promoviendo la reforma y reconstrucción de un alto número de edificios en situación de ruina técnica y abandono. Pero este cambio en el modelo de ciudad, ha llevado aparejada grandes molestias vecinales que han impedido durante años el descanso nocturno de los residentes por ruidos, o el rechazo a la excesiva utilización de suelo público y horarios por parte de terrazas de bares y restaurantes. Este proceso de queja vecinal, con un elevado número de denuncias al consistorio por delito medioambiental, sumado a la reforma del decreto andaluz que regula la contaminación acústica en Andalucía, obligó al alcalde a endurecer los tímidos planes ejecutados contra el ruido. El 2 de enero de 2020 se aprobó, después de años de retraso, las zonas acústicamente saturadas de Málaga (ZAS), que establecen una moratoria de cinco años en la apertura de establecimientos hosteleros en un centenar de calles del centro histórico y el barrio de Teatinos, con una mayor limitación en los horarios de apertura.
En el año 2019, la ciudad batió récords en cifras turísticas desde que existen registros históricos, consolidándose como un gran destino europeo que ostentó durante 2020 la Capitalidad Europea de Turismo Inteligente. El alcalde viajó en octubre de 2019 a París, para comunicar al BIE la intención de ofrecer a Málaga como sede de una Exposición Internacional en 2027.
Dos años más tarde, el 14 de diciembre de 2021 el Consejo de Ministros aprobó la candidatura de la ciudad de Málaga como sede para la Exposición Internacional de 2027, que competiría contra la ciudad estadounidense de Bloomington y la ciudad tailandesa de Phuket, las únicas rivales confirmadas hasta la fecha. La apuesta española versaría sobre los Objetivos de Desarrollo Sostenible (ODS) con el lema 'La Era Urbana: hacia la ciudad sostenible', con la intención de generar 31.000 empleos y proveer a la provincia de un impacto económico de 2.900 millones de euros.

## Condecoraciones
Francisco de la Torre ha recibido dos destacadas condecoraciones por estrechar lazos culturales con Francia y Rusia. El 11 de octubre de 2017, recibió la insignia francesa de Oficial de la Orden Nacional de la Legión de Honor, concedida por el presidente de Francia Emmanuel Macron. El 4 de noviembre de 2018, fue el primer español condecorado con la Medalla de Pushkin, una alta distinción cultural rusa que le fue entregada por Vladímir Putin. El 9 de marzo de 2022 anunció que había devuelto la medalla Pushkin a Putin como gesto de rechazo a la Invasión rusa de Ucrania. El 5 de septiembre de 2022, fue condecorado con la distinción de Oficial Honorario de la Orden del Imperio Británico de manos del embajador Hugh Elliott, por su contribución e inestimable ayuda para estrechar las relaciones entre la provincia y el Reino Unido. Recibió la medalla de honor que otorga la World Jurist Association en 2019.
- Legión de honor (Francia)
- Medalla Pushkin (Federación Rusa, 4/11/2018).[123][124] Devuelta el 9/3/2022.[119][120]